# Аджынохур (озеро)
Аджынохур (Аджиноур; азерб. Acınohur gölü) — солёное озеро в Азербайджане, в центральной части одноимённой степи. Озеро расположено в Гахском и Шекинском районах. Площадь озера составляет 7,8 км². В период половодья река Дахна впадает в это озеро.

## Топонимика
Гидроним Аджынохур означает «солёное озеро», и состоит из слова «аджы» (азерб. acı) — «солёный», и слова «нохур» монгольского происхождения, которое означает «озеро». Среди местного населения также распространено название Аджыгёль (азерб. göl — озеро).